# حلت‌آباد
حلت‌آباد یک روستا در ایران است که در دهستان فرمهین واقع شده‌است.
روستای حلت آباد از قدیم دارای جمعیت کمی بوده است و به گفته اهالی محلی حدود ۲۰ خانوار در این روستا ساکن بوده اند.
باگذشت زمان اهالی باقی مانده به شهرهای اطراف از جمله اراک و تهران مهاجرت کرده اند. در حال حاضر این روستا دارای ۶ خانوار می باشد که به صورت فصلی در این روستا سکونت دارند. در فصل بهار و تابستان جمعیت بیشتری نسبت به پاییز و زمستان ساکن هستند.
شغل مردم حلت آباد کشاورزی است که به دو صورت آبی و دیمی است و آب آن از یک رشته قنات تامین می شود. همچنین مردم در این روستا به دامداری هم مشغول هستند.